# Orquesta Tipica Brunswick
Zur Gründerzeit der Schallplattenindustrie war es üblich, dass Plattenfirmen eigene Tango-Orchester zusammenstellten.
Die aus Argentinien stammenden Musiker des Orquesta Típica Brunswick traten selten öffentlich gemeinsam auf, sondern trafen sich nur zu den Aufnahmen. Bekannt sind vor allem die Orchester der Plattenfirma Victor Records.
Der Brunswick Plattenlabel unterhielt das heute relativ unbekannte Orquesta Típica Brunswick von 1929 bis zur Firmenauflösung 1932.